# 董綱
董綱（1443年—？），字萬紀，號敬菴，南直隸寧國府涇縣人，軍籍，明朝政治人物。

## 生平
成化七年（1471年）辛卯科應天鄉試第七十九名舉人，八年（1472年）中式壬辰科會試第一百十六名，三甲第一百六十八名進士。授大理寺評事，升大理寺副，出為雲南按察司僉事。

## 著作
著有《敬菴集》。

## 家族
曾祖董執中；祖父董元亮；父董志道，贈知府。弟董傑、董倬。董倬子董鈜。